# 44MAGNUMB
44MAGNUMB은 대한민국의 래퍼다. 2021년 DTB EP 《DTB : SUMMER WAVE》로 데뷔했다.

## 방송
- 수퍼비의 랩 학원 (2019) - Top24

## 음반
- MAGNUMB STILL NUMB (2021)
- GO TO SEA (2021)

### DTB
- DTB : SUMMER WAVE (2021)
- Take Back (2022)